# Puchar Narodów WAFU
Puchar Narodów WAFU (ang. WAFU Nations Cup) – rozgrywki piłkarskie w Afryce Zachodniej organizowane przez WAFU dla reprezentacji członków WAFU.

## Historia
Zapoczątkowany został w 1974 roku z inicjatywy prezydenta Togo Gnassingbe Eyademy w celu stworzenia regionalnych rozgrywek podobnych do Pucharu Narodów Afryki. Pierwszy turniej odbył się w Abidżanie i zwyciężyły gospodarze - reprezentacja Wybrzeża Kości Słoniowej.
Po kilku latach bez żadnego turnieju, ECOWAS (fr. CEDEAO) zorganizowała regionalny turniej, nazwany Puchar CEDEAO lub Mistrzostwa Strefy 3 (ang. „Zone 3” Championship), tak jak w nich uczestniczyły tylko reprezentacji z afrykańskiej strefy 3. Afrykańska Strefa 2 również organizowała własny turniej Puchar Amílcar Cabral, nazwany imieniem wyzwoliciela Gwinei Bissau Amílcar Cabral.
W latach 1982–1987 organizacja CSSA dla swoich członków organizowała turniej Puchar Narodów CSSA.
Dopiero w 2001 Puchar Narodów WAFU został przywrócony, ale turniej był krótkotrwały. W 2002 po zamieszkach politycznych na Wybrzeżu Kości Słoniowej turniej został anulowany. W turnieju rozegrano tylko dwie gry. Od 2002 do 2004 ponownie turniej nie odbył się. 
W 2005 cztery kraje zostały zaproszone do turnieju zatytułowanym Puchar WAFU Jedności Afryki Zachodniej Laurent Gbagbo (ang. WAFU Laurent Gbagbo West African Unity Cup). Ale potem turniej ponownie znikł.
Od 2007 do 2011 roku był organizowany turniej pod nazwą Turniej UEMOA, w którym brały udział tylko kraje członkowskie UEMOA.
W 2010 kolejny raz turniej został przywrócony. Drużyny składają się głównie z zawodników, którzy grają w rodzimych ligach. Dozwolono tylko do pięciu graczy, które nie spełniają tych kryteriów, powoływać do reprezentacji narodowych.

## Finały
| Rok                 | Gospodarz                |                                                          | Finał                                                    | Finał                                                    | Finał                                                    |       | Mecz o 3 miejsce         | Mecz o 3 miejsce | Mecz o 3 miejsce |
| Rok                 | Gospodarz                | Mistrz                                                   | Wynik                                                    | Wicemistrz                                               | Trzecie miejsce                                          | Wynik | Czwarte miejsce          |                  |                  |
| ------------------- | ------------------------ | -------------------------------------------------------- | -------------------------------------------------------- | -------------------------------------------------------- | -------------------------------------------------------- | ----- | ------------------------ | ---------------- | ---------------- |
| Puchar Narodów WAFU |                          |                                                          |                                                          |                                                          |                                                          |       |                          |                  |                  |
| 1974 Szczegóły      | Wybrzeże Kości Słoniowej | Wybrzeże Kości Słoniowej                                 |                                                          |                                                          |                                                          |       |                          |                  |                  |
| 2001 Szczegóły      | Senegal                  | Nie dokończono z powodu zamieszek politycznych w Bouaké. | Nie dokończono z powodu zamieszek politycznych w Bouaké. | Nie dokończono z powodu zamieszek politycznych w Bouaké. | Nie dokończono z powodu zamieszek politycznych w Bouaké. |       |                          |                  |                  |
| 2005 Szczegóły      | Mali                     | Mali                                                     | 3 – 0                                                    | Nigeria                                                  | Senegal                                                  | 1 – 0 | Wybrzeże Kości Słoniowej |                  |                  |
| 2010 Szczegóły      | Nigeria                  | Nigeria                                                  | 2 – 0                                                    | Senegal                                                  | Ghana                                                    | 1 – 0 | Burkina Faso             |                  |                  |
| 2011 Szczegóły      | Nigeria                  | Togo                                                     | 2 – 0                                                    | Nigeria                                                  | Liberia                                                  | 3 – 1 | Ghana                    |                  |                  |
| 2013 Szczegóły      | Ghana                    | Ghana                                                    | 3 – 1                                                    | Senegal                                                  | Togo                                                     | 2 – 1 | Benin                    |                  |                  |
| 2017 Szczegóły      | Ghana                    | Ghana                                                    | 4 – 1                                                    | Nigeria                                                  | Niger                                                    | 2 – 1 | Benin                    |                  |                  |
| 2019 Szczegóły      | Senegal                  | Senegal                                                  | 1 – 1 (k. 3 - 1)                                         | Ghana                                                    |                                                          | 1     |                          |                  |                  |
| 2021 Szczegóły      | Nigeria                  |                                                          |                                                          |                                                          |                                                          |       |                          |                  |                  |

## Statystyki
| Lp. | Drużyna                  | Mistrz | Wicemistrz | Lata triumfów |
| --- | ------------------------ | ------ | ---------- | ------------- |
| 1.  | Ghana                    | 2      | 1          | 2013*, 2017*  |
| 2.  | Nigeria                  | 1      | 3          | 2010*         |
| 3.  | Senegal                  | 1      | 2          | 2019*         |
| 4.  | Wybrzeże Kości Słoniowej | 1      | 0          | 1974*         |
| 4.  | Mali                     | 1      | 0          | 2005*         |
| 4.  | Togo                     | 1      | 0          | 2011          |

* = jako gospodarz